# El Bassatine
El Bassatine (àrab: البساتين, al-Bassātīn) és un municipi tunisià de la governació de Manouba.

## Administració
Forma una municipalitat o baladiyya, amb codi geogràfic 14 20 (ISO 3166-2:TN-12), creada per un decret del 26 de maig de 2016. La municipalitat s'estén per tres dels vuit sectors o imades de la delegació o mutamadiyya de Mornaguia (codi 14 54), a la qual està adscrita a nivell de delegacions:
- El Bassatine (14 54 57)
- El Fejja (14 54 54)
- Sidi Ali El Hattab (14 54 55)